# Kathedrale unserer lieben Frau von der Unbefleckten Empfängnis (Hangzhou)

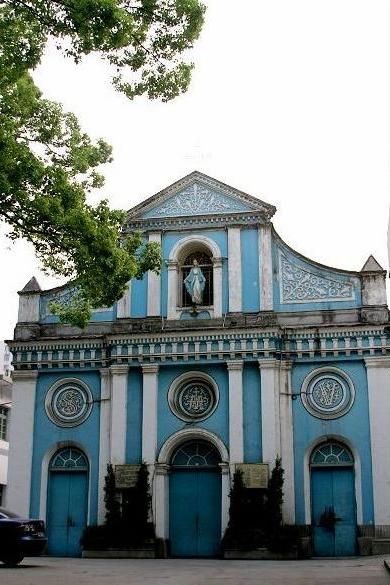
Kathedrale unserer lieben Frau von der Unbefleckten Empfängnis, Hangzhou, China

Die Kathedrale unserer lieben Frau von der Unbefleckten Empfängnis, Chinesisch: „Shengmu wuyuanzui zhujiaojitang“, (chinesisch 圣母无原罪主教座堂, Pinyin Shèngmǔ wúyuánzuì zhǔjiàojǐtáng, en.: Cathedral of Our Lady of the Immaculate Conception) ist eine römisch-katholische Kathedrale in Hangzhou, China. Die Mariä-Empfängnis-Kirche ist die einzige offizielle katholische Kirche in Hangzhou und wird daher oft kurz als Tiānzhǔ Táng (天主堂) bezeichnet, die „katholische Kirche“.

## Standort
Die Kirche steht etwa 1 km nördlich des Westsees in der 415 Zhongshan Bei Lu (中山北路415号, Zhōngshān běilù), unweit des Wulin-Platz (武林广场, wǔlín guǎngchǎng) im Stadtzentrum.

## Geschichte

### Ursprung
Li Zhizao (李之藻) war ein Beamter-Gelehrter der Ming-Dynastie aus Hangzhou, der in Beijing arbeitete. Er war von Matteo Ricci bekehrt und getauft worden und gläubiger Katholik. 1611 erhielt er die Nachricht vom Tod seines Vaters. Daraufhin eilte er zurück nach Hangzhou und nahm zwei Jesuiten-Priester von Nanjing mit sich: Lazaro Cattaneo und Nicolas Trigault (Jin Nige 金尼閣). Sie übernahmen die Durchführung der Trauerfeierlichkeiten der Familie Li und am 8. Mai feierten sie die erste Messe, die jemals in Hangzhou durchgeführt wurde. Einer der neuen Konvertiten in Hangzhou war ein wohlhabender Kaiserlicher Inspektor namens Yang Tingyun (杨廷筠). Er und seine komplette Familie waren ursprünglich Buddhisten, aber nach seiner Konversion verwandelte er sogar seinen heimischen Buddhistischen Altar in eine Kapelle. Zusammen mit Li Zhizao, Yang Tingyun und Xu Guangqi (aus Shanghai) wurden diese bekannt als die „Drei Säulen des Chinesischen Katholizismus“ (三大柱石, San Da Zhushi). Später, 1616, während einer Periode der Verfolgung gegen Christen in Nanjing, kamen viele Flüchtlinge nach Hangzhou, wo sie zuerst in den Häusern von Li Zhizao und Yang Tingyun untergebracht wurden (Übergang zur Qing-Dynastie). Es wurde schnell klar, dass eine bessere Lösung benötigt wurde und 1627 kaufte Yang Tingyun ein Stück Lad in der Nähe des Wulin-Tores (武林门) an der Guan Road (观巷) und ließ dort Hangzhous erste Kirche erbauen, ein Stück weiter westlich vom Standort der heutigen Kirche. Schon im folgenden Jahr wurde eine weitere Kirche beim Qiantang-Tor erbaut (钱塘门), eines der 10 Tore in der alten Stadtmauer von Hangzhou, an der Kreuzung der heutigen Straßen Hubin 湖滨 und Qingchun 庆春). Keine von diesen Kirchen und auch keine der Tore und Stadtmauern sind erhalten.

### Architektur
Die heutige Kathedrale in Hangzhou, die „Unserer Lieben Frau von der Unbefleckten Empfängnis“ geweiht ist, wurde ursprünglich 1661 von dem italienischen Jesuiten Martino Martini erbaut und ist eine der ältesten (katholischen) Kirchen in China. Ihre ursprüngliche romanische Form wurde mit drei Kirchenschiffen und zwei Reihen von Säulen geplant. Die beiden Seitenaltäre sind den Heiligen Petrus beziehungsweise Paulus gewidmet und der zentrale Altar der Anbetung Christi. Zur Zeit der Errichtung war die Kirche üppig dekoriert und galt als die schönste Kirche in China. Sie hatte auch große Fresken an allen Wänden. Der Jesuit Charles Le Gobien berichtet in seiner „Histoire de l’édit de l’empereur de la Chine“ („Geschichte des Edikts des Kaisers von China“), dass diese das Standardprogramm der westlichen Darstellungen enthielten, wie zum Beispiel die Konversion von Paulus, die Konversion des Kaisers Konstantin etc., jedoch von chinesischen Künstlern im chinesischen Pinsel-Stil ausgeführt worden waren.
1691 während der Regierungszeit des Kangxi-Kaisers, verbannte der Gouverneur von Zhejiang, Zhāng Pénghé (张鹏翮) den Katholizismus, übernahm die Kontrolle über die Kathedrale und befahl, dass alle Bücher, die dort zu finden waren verbrannt werden sollten. Im folgenden Jahr, unter dem Einfluss des italienischen Jesuiten Prosper Intorcetta, hob der Kaiser den Bann auf und befahl, dass die Kathedrale in Hangzhou voll wiederhergestellt werden solle. Die Kirche wurde jedoch durch ein Feuer im selben Jahr noch schwer beschädigt und blieb lange Jahre unrepariert bis 1699, als Kangxi selbst auf einer Tour durch Süd-China an der Kirche vorbeikam. Er befahl einem seiner Minister hineinzugehen und das Gebäude zu inspizieren. Danach entschied er, der Kirche 200 Silver-Taels zu geben, um die Reparaturen zu vollenden. Er ließ auch die zwei chinesischen Schriftzeichen „敕建“ (chìjiàn, „erbaut auf Befehl des Kaisers“) auf das Kirchentor schreiben.
1730 verbot der Yongzheng-Kaiser wieder die Ausübung des Katholizismus und das Kirchengebäude wurde in der Folge in einen daoistischen Tempel mit dem Namen „Tiānhòu Gōng“ (天后宫, „Tempel der Himmlischen Kaiserin“) verwandelt, und der Kaiser ließ selbst die Inschrift seines Vaters Kangxis „敕建“ vom Tor abmeiseln. Später, 1848, kam das Gebäude wieder in den Besitz einer Gruppe von englischen, holländischer und französischer Lazaristen, woraufhin die Kirche wieder als katholische Kirche genutzt wurde.
Während der Kulturrevolution wurde die Kathedrale 12 Jahre lang unterschiedlich genutzt. Das Hauptschiff wurde in 10 oder mehr kleine Zellen zur Inhaftierung unterteilt. Die anderen Kirchengebäude wurden als Wohngebäude genutzt. 1982 wurde die Kathedrale schließlich wiedereröffnet und am 12. Dezember erstmals wieder die Messe zelebriert. 1986 wurden alle Familien, die während der Kulturrevolution wieder aus dem Gelände ausgesiedelt. Die Kathedrale ist heute als Städtisches Historisches Gebäude denkmalgeschützt.

## Gemeindeleben
Chinesische Messe wird jeden Sonntag morgen gefeiert. Die Schar der Gläubigen kan so groß sein, dass Teilnehmer selbst auf dem Parkplatz stehen. Es werden auch Messen in Englisch angeboten. Die Kirche hat zwei Chöre und bietet auch Bibel-Studien und Taufunterricht an.

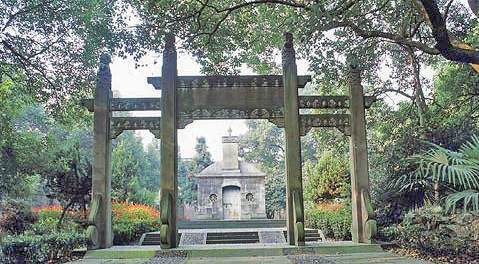
Ehrentor vor dem Mausoleum von Martino Martini.

## Grab von Martino Martini
In Hangzhou befindet sich auch die Grabstätte von Martino Martini. Kurz bevor die Kathedrale fertiggestellt worden war, verstarb der Kartograph, Historiker und Missionar im Juni 1661 plötzlich an der Cholera und wurde im Dafangjing Jesuiten-Friedhof (大方井卫匡国等公墓, dàfāng jǐngwèi kuāngguó děng gōng mù) auf der Nordseite des Beigao Feng-Hügels (北高峰, běi gāo fēng) bestattet. Seine Reliquien wurden selbst zwanzig Jahre nach seinem Tod unzersetzt aufgefunden, wie es sowohl der belgische Jesuit Philippe Couplet als auch Prosper Intorcetta bezeugt haben, und wurden daher zum Objekt großer Verehrung. Während der Kulturrevolution wurde die Stätte komplett zerstört, aber 1985 völlig wiederhergestellt, auch wenn nun nicht mehr klar war, welche Knochen von Martino Martini waren. Der Friedhof ist heute als Historische Stätte der Provinz denkmalgeschützt.
Das rechteckige Mausoleum ist nach Westen ausgerichtet. Ein „Seelenweg“ (神道, shéndào) nach chinesischem Brauch und ein „Pailou“ (牌楼 – Ehrentor) führen zu dem Grabgebäude. Auf dem Tor ist in Chinesisch die Zeile aus dem Glaubensbekenntnis eingraviert: „Ich glaube an die Auferstehung des Leibes“" (我信肉身之复活, wǒ xìn ròu shēn zhī fùhuó). Der Friedhof liegt heute neben der Xihu Bierfabrik (西湖啤酒厂 Xīhú píjiǔchǎng) an der XiXi Lu (西溪路 „Westbachstraße“) und kann auf Anfrage besichtigt werden.

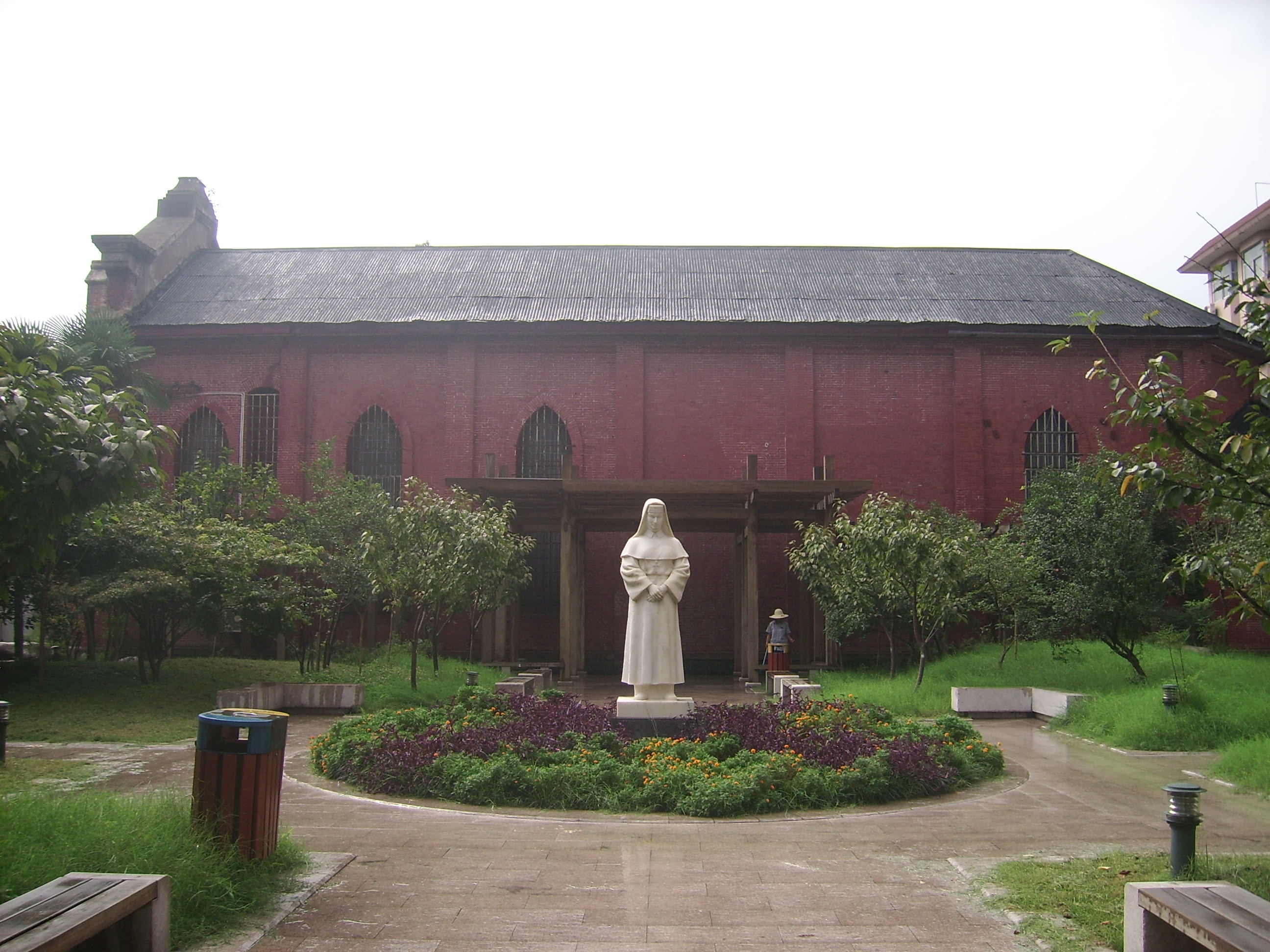
Statue von Sr. Hacard bei der Kapelle des Spitals der Sisters of Charity

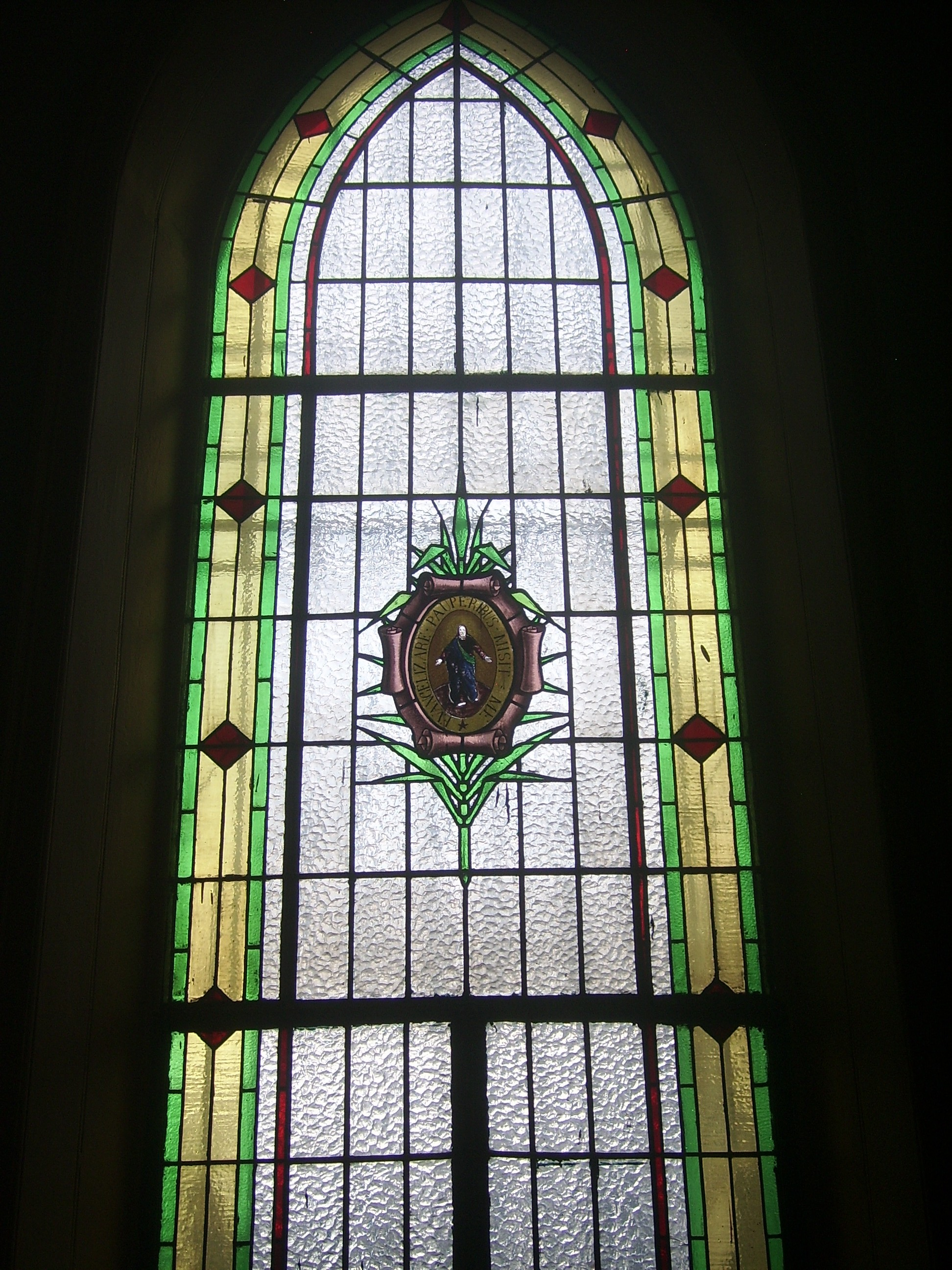
Glasfenster aus der Hospital-Kapelle. Die Lateinische Inschrift ist eine Referenz an Lukas 4: EVANGELIZARE PAUPERIBUS MISIT ME, bedeutet: „Er sandte mich das Evangelium den Armen zu predigen“.

## Krankenhaus der Barmherzigen Schwestern
In den 1920ern begann in Hangzhou auch die Missionstätigkeit von französischen Missionaren. Die Nonne Sœur Hacard von den Barmherzigen Schwestern begann ein Spital an der Daomao Lu (刀茅巷) zu erbauen. Es wurde 1922 eröffnet und bis 1928 erweitert. Auf dem Gelände entstand auch eine Kapelle im Gotischen Stil, welche bis auf eine Marienstatue die Kulturrevolution beeindruckend intakt überstand, selbst mit den Buntglasfenstern. Sr. Hacards Spital ist heute Teil des Hangzhou Rotkreuz-Krankenhauses an Daomao Lu, Fengqi Lu (凤起路) und Huancheng Dong Lu (环城东路). Während die Krankenhausgebäude noch immer als solche genutzt werden, wird die Kapelle seit der Kulturrevolution nicht mehr zu religiösen Zwecken genutzt und dient heute dem Krankenhaus für Veranstaltungen. Eine Statue von Sr. Hacard wurde in der Mitte des angrenzenden Gartens errichtet und die Kapelle, als einziges Gebäude im gotischen Stil in ganz Hangzhou, ist als Historische Stätte der Provinz denkmalgeschützt.

## Convent des Heiligsten Herzens
Die katholische Kirche in Hangzhou hat auch ein Nonnenkloster des Heiligsten Herzens in einem alten historischen Gebäude an den Hängen des Wu Shan in der Nähe des Wushan-Platzes (吴山广场, Wúshān guǎngchǎng).